# Ава Аддамс
Ава Аддамс (англ. Ava Addams, настоящее имя Алексиа Руа (фр. Alexia Roy); род. 16 сентября 1981 года, Гибралтар, Великобритания) — американская порноактриса французского происхождения, модель Playboy.

## Биография
Ава Аддамс родилась в Гибралтаре во французской семье. Со стороны матери у Авы есть испанские корни, а со стороны отца — итальянские. Вместе с семьёй в раннем детстве переехала в Хьюстон (Техас, США). В детстве работала моделью и актрисой. До того как прийти в порноиндустрию, она работала фотомоделью для эротических журналов, в том числе снималась в Playboy. В детстве свободно говорила на французском, английском и испанском языках, сейчас говорит только по-английски и по-французски, но понимает испанский.
С 2008 года начала свою карьеру в порно. Сначала снималась в сольных и лесбийских сценах. Первой съёмкой для Аддамс была сцена с Молли Кавалли для сайта Big Tit Moms. Летом 2010 года начала сниматься в гетеросексуальных сценах. Первой сценой с мужчиной была сцена с Джеймсом Дином в фильме Titty Sweat.
По состоянию на 2019 год Ава Аддамс снялась в 537 порнофильмах, значительное количество которых были в жанрах MILF и Mature.
Ава является бисексуалкой. В 2011 году родила сына.

## Награды и номинации
| Дата | Церемония        | Номинация                                                   | Работа                                                                                        | Результат |
| ---- | ---------------- | ----------------------------------------------------------- | --------------------------------------------------------------------------------------------- | --------- |
| 2012 | AVN Award        | Исполнительница года (MILF)/Cougar)                         |                                                                                               | Победа    |
| 2013 | AVN Award        | Лучший групповой секс                                       | Big Tits at Work 14 (вместе с Ваниллой Девилль, Франческой Ли, Вероникой Авлав и Кейраном Ли) | Победа    |
| 2013 | AVN Award        | Исполнительница года (MILF)/Cougar)                         |                                                                                               | Победа    |
| 2013 | XBIZ Award       | Исполнительница года (MILF)/Cougar)                         |                                                                                               | Победа    |
| 2015 | NightMoves Award | Лучшая исполнительница года (MILF)/Cougar) (выбор редакции) |                                                                                               | Победа    |